# Irina Cvetkova
Irina Cvetkova ur. 21 sierpnia 1973 – łotewska prawnik i polityk rosyjskiego pochodzenia, posłanka na Sejm XI kadencji. 

## Życiorys
W 1995 ukończyła studia prawnicze na Uniwersytecie Łotewskim. Podjęła studia doktoranckie na Wydziale Prawa Międzynarodowej Akademii Bałtyjskiej (Baltijas starptautiskās akadēmijas, BSA). 
Od 1995 wykonuje zawód prawniczki. W 2003 została certyfikowanym administratorem ds. procesu niewypłacalności. Podjęła działalność partyjną w Centrum Zgody oraz Partii Socjaldemokratycznej „Zgoda”. Została koordynatorem ds. prawnych ryskiego oddziału ostatniego ugrupowania. W wyborach w 2011 uzyskała mandat posłanki na Sejm z okręgu stołecznego. Została członkiem Komisji Prawnej oraz Komisji ds. Prawa Obywatelskiego. 
Zasiada w zarządzie spółki „Legal&Business consulting” oraz „Legal Help”.